# История Луганской области
Луганская область образована 3 июня 1938 года путём разделения Донецкой области на Сталинскую (сейчас — Донецкую) и Ворошиловградскую (Луганскую) области (с перерывом с 1957 года по 1969 год, когда также носила наименование Луганской).
Область расположена в восточной части современной Украины, в бассейне среднего течения Северского Донца. На северо-востоке и востоке граничит с Белгородской, Воронежской и Ростовской областями России. На западе — с Донецкой и Харьковской областями Украины.

## Доисторическая эпоха
К нижнему палеолиту относится серия местонахождений Среднего Подонцовья, расположенная в пределах Станично-Луганского и Краснодонского районов Луганской области у сёл Вишнёвый Дол, Макарово, Пионерское, Красный Деркул.
В ходе работ экспедиции Ворошиловградского областного краеведческого музея (А. Ф. Горелик, Т. Н. Клочко) в 1977 году при исследовании местонахождения Сиротино-IV, левый берег реки Уразовой (приток реки Оскол), найден морфологически раннепалеолитический массивный отщеп «с черепаховидной спинкой леваллуазского типа, покрытый молочно-белой патиной».
Вблизи села Демино-Александровка археологами были найдены 4 стоянки первобытных людей. Палеонтологические стоянки и найденные орудия труда относятся к памятникам граветтской культурной традиции; вероятно, к эпиграветту Восточной Европы, по версии его происхождения на основе восточного граветта в широком смысле. Отряд Северско-Донецкой археологической экспедиции под руководством М. И. Гладких в 1974 году открыл и обследовал 11 местонахождений у села Сиротино Троицкого района. Большинство из этих местонахождений датируется поздним палеолитом, часть имеет в составе коллекций находки более раннего мустье.
Схематическое изображение женщины обнаружено на сланцевой плитке с финальнопалеолитической стоянки Рогалик.
Новоданиловская культура относится к эпохе энеолита.
Бронзовый век представлен памятником Мергелева гряда, представляющим собой святилище солярного культа катакомбной культуры. Им на смену пришли племена срубной культуры, обитавшие здесь в XVI—XIV веках до н. э.
В эпоху позднего бронзового века на территории Луганской области обитали киммерийцы. В Попаснянском районе возле села Белогоровки археологи обнаружили следы их пребывания, датированные X—IX веками до н. э.
С началом железного века появляются кочевые племена иранского происхождения — скифы и сарматы, затем — алано-болгарские племена (праболгары).

## Средние века
В раннем Средневековье (VIII веке) в Станично-Луганском районе располагалось хазарское поселение. В IX—XIII веках бассейн Северского Донца населяли кочевые племена тюркского происхождения: печенеги, торки, половцы. На территории области выявлены и исследованы половецкие курганные захоронения, вблизи которых, как правило, находились каменные статуи (бабы).
После татаро-монгольского нашествия половцы подчинялись новым завоевателям. В 1360-х годах Абдулах-хан близ современного села Шипиловка Попаснянского района временно перенёс столицу Золотой Орды.
С середины XV века в результате распада Золотой Орды Донецкие степи оказались в центре ожесточённой борьбы между Большой Ордой и Крымским ханством. Постоянные набеги и войны привели к тому, что эти земли стали называть «Дикое Поле». Территория будущей Луганской области находилась под контролем крымских и ногайских татар. Северский Донец делил Подонцовье на левобережное — ногайское и правобережное — крымское, где они летом пасли скот. Также через Дикое Поле пролегали сакмы — военные дороги крымцев для транспортировки награбленного в Русском государстве. В среднем течении Северского Донца были многочисленные татарские перевозы и перелазы, которыми татары доставлялись на Русь.
До XVI века территория Луганской области была заселена главным образом тюркоязычным населением, сменившим в своё время ираноязычное, о чём говорят не только политическая история, согласно которой эти земли входили в Джучиев Улус до самого его падения, но и многие географические названия — в частности, названия рек Айдар, Евсуг, Ковсуг, Деркул (местные жители произносят Деркуль), а наивысшая точка Донбасса носит название Могила Мечетная. После правления хана Узбека жители Джучиева Улуса были исламизированы, а не желавшие менять вероисповедание татары-христиане переселились в Московское государство, Великое княжество Литовское, в Польшу и т. д., за ними после Великой замятни последовала даже и часть мусульман. Однако, отголоски ираноязычной культуры можно обнаружить и в народном творчестве русскоязычных жителей региона, что связано, видимо, с сохранением ираноязычного культурного субстрата у казаков (в качестве примера можно привести в пример легендарного атамана Кудеяра, бывшего наиболее популярным персонажем произведений народного творчества у жителей региона, — сами имена Кудияр, Бухтияр и др., встречающиеся в фольклоре и фамилиях, имеют иранское происхождение). Татарское население, бывшее главным образом потомками половцев, стало убывать после середины XIV века, когда значительный урон его численности нанесла эпидемия чумы, начавшаяся во время правления хана Джанибека. После Великой замятни во второй половине XIV века и нашествия темерлановского темника Едигея в конце XIV века регион потерял значительную часть своего населения, а Джучиев Улус начал распадаться, превратившись к середине XV века в несколько самостоятельных государств. С противостоянием объединявшихся в этот период Литвой и Россией русских земель и раздроблявшегося татарского государства и связано широкое распространение русского населения в степной зоне в XVI веке.

## Заселение востока Дикого поля
Интенсивное заселение восточной части «Дикого поля» русскоязычными жителями началось не позднее начала XVII века, когда свои поселения здесь начали строить донские казаки. При этом следует считать, что в массе своей переселенцами были верховские казаки, расселение которых было связано не с экспансией, а с переселением — ядро верховских казаков составили беглые севрюки и особенно рязанцы, массовый исход которых со своих земель начался после подавления восстания Болотникова в 1607—1608 годов и реакции Романовых против северских и рязанских родов, бывших оплотом самозванцев Смутного времени, длившегося до 1614 года. С этим связано и то, что первые станицы здесь чаще называли городками. Например, Шульгинский городок основал сподвижник Болотникова атаман Шулейко после поражения Болотникова от царёвых войск под Тулой в 1607 г. (уничтожен Шульгинский городок, как и ещё несколько городков-станиц и десятки более мелких поселений, во время царских репрессий после восстания (бунта) Кондратия Булавина в 1707—1708 гг., и новое поселение на этом месте — село Шульгинка — основано в 1719 г.), также в это время на Луганщине начали появляться христианские монастыри (Сватовском район). С начала XVII века на берегах Северского Донца возникают городки донских казаков (казаки считают все эти земли своими исконными и ничьими больше) — по Северском Донцу граница с Русским государством находилась около «Посольского перевоза» (около Святых гор, московский пограничный пункт-крепость был Царев-Борисов), среди них: Луганский, Теплинский, Айдаровский, Трёхизбенский, Боровской, Красненский самые старые. Далее городки донских казаков стали появляться по впадающим в Северский Донец рекам — Красная, Жеребец, Боровая, Айдар, Белая, Ковсуг, Евсуг, Деркул и другим.
В третьей четверти XVII в. к процессу русской экспансии присоединились и черкаские переселенцы, переселявшиеся ради спасения от реакции польских властей на восстание Хмельницкого и принимавшиеся русским царём Алексеем Михайловичем Тишайшим как беженцы «черкасы» с их последующим привилегированным расселением на значительных территориях образованных в это время Слободских полков — регион получил в связи с этим название Слободской Украины. Поэтому массовое заселение региона русским населением было связано не столько с переселением избыточного населения на опустевшие татарские земли, сколько с обусловленным политическими причинами упадком Северской земли, Рязанской земли, с Руиной на Украине, а также с исходом из центральных земель Московского царства и расселением на удалённых и сопредельных землях более полумиллиона староверов после раскола русской церкви в середине XVII в.

## XVIII столетие
В начале XVIII века крымские татары были окончательно вытеснены с территории Среднего Придонечья.
Донские казаки селились по Северскому Донцу и в его левых притоках Деркул, Айдар, Боровая. Одна из самых драматичных страниц их истории связана с тем, что они охотно принимали и использовали для работы в своих хозяйствах крестьян, бежавших от помещиков. Помещики жаловались императору Петру I на эти незаконные действия. По их требованию были посланы царские войска под командованием князя Василия Долгорукова с целью возвращения крепостных крестьян своим владельцам.
Конфликт достиг своего апогея в 1707 году. Жители донских станиц и городков, а вместе с ними и крепостные крестьяне, объединившись в отряд под предводительством атамана Кондратия Булавина, решили выступить против царских войск. Расправа последовала жестокая: Пётр I, сконцентрировав свои войска, с помощью верхушки казаков Войска Донского разгромил повстанцев, а их главарь Булавин был вынужден застрелиться. По указу императора все казачьи городки, жители которых принимали участие в бунте, были разорены и сожжены. Около 500—600 семей ушли вместе с Игнатом Некрасовым на Кубань, образовав позже этнические группы некрасовцев в Добрудже и Турции.
Лишь в 1730-х годах началось повторное заселение этих земель. Оно велось за счёт расширения границ Острогожского слободского полка, хотя в нём участвовали и возвращавшиеся бывшие жители, иногда под чужими фамилиями (с этим связан феномен двойных фамилий у казаков Северского Донца, когда в одном роду используются две фамилии — одна - восходящая ко временам до восстания Булавина, а другая - слободская: Адонины и Прусы, Поповы и Гайчуки, Бородины и Морозовы и т. п.).
В середине XVIII столетия существуют казацкие запорожские поселения Каменный Брод и Вергунка. Земли находятся в составе Кальмиусской паланки Запорожской Сечи, на эти территории распространялась власть гетмана Кирилла Разумовского.
С 1752 года в противовес крымским татарам земли на восток от Бахмута выделяются царским правительством для военных поселений привлекаемых в Россию выходцев с Балкан. Здесь создаётся во главе с полковниками Иваном Шевичем и Райком Депрерадовичем Славяносербия, среди шанцев которой — Каменный Брод и Вергунка, а также Славяносербск (старый, располагавшийся на месте современного Луганска, и новый, созданный после затопления половодьем старого).
1775—1783 гг. Славяносербию передают в подчинение Азовской губернии.
В первой четверти XVIII века начались работы по исследованию в крае залежей каменного угля, первые промышленные разработки которого были начаты в 1790 году в районе Лисьего Байрака (Лисичанск) для нужд Черноморского флота.
1790 год. Приглашённому на русскую службу шотландскому инженеру Карлу Гаскойну было поручено провести разведку залежей руд и каменного угля в районе Славяносербии. Гаскойн выполнил поручение и заверил власти, что найденные запасы железной руды и каменного угля обещают огромное количество этих минералов самого хорошего качества.
14 ноября 1795 г. было получено разрешение на основание первого на юге Империи чугунолитейного завода, с созданием которого чаще всего и связывают основание города Луганска. Сёла Каменный Брод (1755) и Вергунка были первыми населёнными пунктами, приняли строителей и рабочих Луганского литейного завода. В 1796 году Карл Гаскойн начинает строительство Луганского литейного завода, рабочий посёлок которого впоследствии перерос в г. Луганск. В октябре 1800 года завод дал первый чугун. Для выплавки металла впервые в России был применён кокс, выжженный в Лисичанске. С этого времени Луганщина интенсивно развивалась как угольно-металлургический комплекс.

## XIX век
Земли. В первой половине XIX столетия земли области входили в состав разных губерний: Старобельский уезд — в состав Харьковской, Славяносербский и Бахмутский уезды — в состав Екатеринославской; в состав Воронежской губернии входила часть Беловодского района. В состав Области Войска Донского входили земли Станично-Луганского, Свердловского, Антрацитовского районов.
Железная дорога. 1878 год. Торжественное открытие Донецкой каменноугольной железной дороги общей протяжённостью 389 вёрст. Это была первая железная дорога на востоке Украины, в 1878 году были открыты три участка: «Никитовка — Дебальцево — Должанская», «Дебальцево — Попасная — Краматорское» и «Дебальцево — Луганский завод». В Луганском построен вокзал, создано управление железной дороги и рядом со станцией заложено железнодорожное училище. Собственно, с того времени и начался отсчёт истории Донецкой железной дороги.
Заводы. В 1895 году в Луганске сооружается патронный, в 1896 году — паровозостроительный заводы. В эти годы начали действовать спиртоочистительный, пивоваренный и другие заводы.

## XX век

### Донбасс после Февральской революции
3—5 (16—18) марта на территории всей Украины были ликвидированы органы царской администрации, исполнительная власть перешла к назначенным Временным правительством губернским и уездным комиссарам. В уездных центрах создавались «гражданские» и «общественные» комитеты. Одновременно с этим в городах, посёлках, рудниках начали создаваться советы рабочих депутатов как представительные органы революционно-демократических сил. Первоначально в их составе преобладали представители умеренных социалистических партий — эсеров и меньшевиков. Так, в Луганском совете из 60 депутатов большевики составляли лишь четверть — 15 человек.
В марте-апреле Советы были сформированы в Лисичанске, Кадиевке, Сорокине, Брянке, Криндачевке, Сватове, Екатеринодоне и других населённых пунктах. Некоторые из них — Брянский, Кадиевский, Ровеньковский волостные Советы рабочих и крестьянских депутатов — возглавили большевики; другие — эсеры и меньшевики. И если большевики стремились превратить Советы в органы власти на местах, то меньшевики и эсеры через них поддерживали Временное правительство.
В течение марта почти на всех предприятиях были сформированы заводские и рудничные комитеты, которые решали вопросы снабжения рабочих продовольствием, увеличения зарплаты, регулирования продолжительности рабочего дня, улучшения условий труда, а в некоторых случаях устанавливали контроль над производством. В последующем были созданы районные и центральные советы фабрично-заводских комитетов.
Февральская революция привела к активизации на территории Донбасса различных политических партий и организаций, в том числе национальных. Наиболее многочисленной украинской политической силой стала УСДРП. Кроме неё в регионе действовали Украинская партия социалистов-революционеров, Украинская партия социалистов-федералистов, Просвита. Впрочем, украинские национальные силы в Донбассе опирались преимущественно на тыловые подразделения украинизированных воинских частей. В частности, в Луганске дислоцировался 25-й запасной Бахмутский полк, командир которого В. Малашко объявил себя украинским эсером, куренным атаманом местного «вольного казачества» и председателем «уездной рады». Никаким реальным влиянием этот орган не обладал и самораспустился вскоре после Октябрьской революции. Некоторая поддержка «украинскому движению» на Луганщине была распространена только среди железнодорожных рабочих. Когда на Первомайской демонстрации в Луганске местная украинская группа появилась со своим сине-жёлтым флагом, рабочие потребовали его снять, поскольку «на рабочей манифестации могут развеваться только красные знамёна».
В городах начали создаваться вооружённые рабочие дружины. Луганская к лету насчитывала около 300 человек, алчевская «рабочая дружина Красной гвардии» во главе с Александром Строкотенко — более 100 человек.
Июльские события в Петрограде привели к тому, что в некоторых районах Донбасса развернулись гонения на большевиков, которых считали «немецкими шпионами» и «врагами русской революции». Временное правительство использовало эти события для наступления на права трудящихся. Промышленниками применялись массовые локауты и свёртывание производства. К концу июля было остановлена работа на большинстве шахт, многих заводах; более чем на треть сократился вывоз угля. Сотни безработных были выброшены на улицу.
Позиции большевиков на Луганщине постепенно укреплялись, о чём свидетельствовали муниципальные выборы. На состоявшихся 6 августа выборах в городскую думу Луганска из 75 избранных гласных 29 были большевиками. Эсеры совместно с еврейской партией «СЕРП» получили 18 мандатов, меньшевики и бундовцы — 10; кадеты — лишь 2 места. Председателем думы 23 августа был избран Климент Ворошилов, городским головой — большевик Александр Червяков. Луганск стал первым городом в России, где городскую думу возглавил большевик.
Во время корниловского мятежа большевики предприняли энергичные действия по организации вооружённого отпора контрреволюции. 29 августа в Луганске из представителей Совета рабочих и солдатских депутатов, городской думы, заводских комитетов был создан Комитет спасения революции, принявший на себя всю власть. Комиссар Временного правительства Нестеров был арестован, а затем вынужден покинуть город; прекратил существование «общественный комитет». Были арестованы прокорниловски настроенные офицеры местного гарнизона, представители крупной буржуазии и высшие чиновники; в банк, на почту и телеграф для пресечения попыток саботажа были направлены комиссары комитета; Красная гвардия взяла под охрану фабрики, заводы, железную дорогу. Для руководства отрядами Красной гвардии, созданными на базе существовавших ранее боевых рабочих дружин, был образован штаб во главе с Александром Пархоменко. 14 сентября смотр боевых рабочих дружин Алмазнянского металлургического завода, Брянского рудника, шахт и заводов Лозовой Павловки провёл Лозово-Павловский ревком.
Провал корниловского путча способствовал укреплению позиций большевиков, которые изменили свои политические лозунги, пообещав в случае прихода к власти немедленно прекратить войну, осуществить ликвидацию помещичьего землевладения и провести уравнительный раздел земли между крестьянами, превратить Россию в союз свободных республик. Началась большевизация Советов. В сентябре большевистскими стали Луганский совет рабочих, солдатских и крестьянских депутатов (здесь из 120 депутатов 82 являлись большевиками), Белянский горнозаводской подрайонный совет рабочих и солдатских депутатов, Боково-Хрустальский совет рабочих депутатов, Екатеринодонский совет рабочих депутатов, Кадиевский районный совет рабочих и солдатских депутатов, Лозово-Павловский подрайонный совет рабочих, солдатских и крестьянских депутатов, Макеевский Совет и др. Осенью на совещании в ЦК РСДРП(б) уполномоченными ЦК по Донбассу были назначены Артём, Ворошилов и Григорий Петровский. На сторону большевиков стали переходить и представители других левых партий Донбасса — эсеры, меньшевики-интернационалисты, объединённые интернационалисты.
В то же время в Луганске, Лисичанске и сельских районах возникли первые отряды Вольного казачества.

### Повстанческое движение (1917—1921)
Однако против большевистской власти поднялась часть населения. В 1918—1921 годах север Луганщины охватило массовое вооружённое движение, в котором принимали участие преимущественно крестьянско-анархистские формирования. В то же время некоторые отряды были подчинены вооружённым силам УНР. С некоторыми перерывами повстанческое движение просуществовало до 1931 года.

### Луганская область в советскую эпоху
См. также: Донецкая губерния
В феврале — марте 1918 года Луганск был в составе Донецко-Криворожской советской республики. 7−8 апреля года, связи с продвижением немецких войск, правительство Донецко-Криворожской Советской Республики было вынуждено переехать из Харькова в Луганск. К началу мая 1918 года украинские и австро-германские войска полностью заняли территорию Донецко-Криворожской советской республики, которая таким образом фактически прекратила существование. 27 августа 1918 года Советская Россия и Германия подписали дополнительный договор, одним из пунктов которого Донбасс был объявлен временно оккупированной немецкой территорией. В ноябре 1918 года Центральные державы признали своё поражение в Первой мировой войне. Их войска начали покидать оккупированные территории. В конце декабря 1918 года фактически была восстановлена власть Советов.
С целью объединения в одно целое угольных районов бассейна в феврале 1919 года была образована Донецкая губерния с центром (с 4 января 1920 года) в городе Луганске, которая существовала с 1919 года по 1925 год. С 1925 года по 1930 год существовал Луганский округ.
3 июня 1938 года Сталинская область была разделена на Сталинскую и Ворошиловградскую, в состав которой вошли 4 города, 28 районов. На январь 1939 года в области проживало 1 млн 837 тыс. человек, из которых 65,8 % сельского населения, 34,2 % — городского.
В 1958 году она переименована в Луганскую область, в 1970 году — в Ворошиловградскую, а с 1991 года — снова в Луганскую область.

### Независимая Украина
В период Евромайдана многие жители Луганской области и её губернатор Владимир Пристюк поддерживали власть Януковича. В конце января в области были созданы народные дружины для охраны общественного порядка. 6 апреля 2014 года в Луганске участники митинга захватили здание СБУ и потребовали освобождения политзаключённых и федерализации. В конце апреля 2014 года на территории области развернулось активное сепаратистское движение. На части территории Луганской области была провозглашена Луганская Народная Республика. 